# Diócesis de Kerema
La diócesis de Kerema (en latín: Dioecesis Keremana y en inglés: Roman Catholic Diocese of Kerema) es una circunscripción eclesiástica de la Iglesia católica en Papúa Nueva Guinea. Se trata de una diócesis latina, sufragánea de la arquidiócesis de Puerto Moresby. Desde el 20 de enero de 2017 su obispo es Pedro Centeno Baquero, de la Pía Sociedad de San Francisco de Sales.

## Territorio y organización
La diócesis tiene 34 472 km² y extiende su jurisdicción sobre los fieles católicos de rito latino residentes en la provincia del Golfo.
La sede de la diócesis se encuentra en la ciudad de Kerema, en donde se halla la Catedral del Espíritu Santo.
En 2023 en la diócesis existían 11 parroquias.

## Historia
La diócesis fue erigida el 16 de enero de 1971 mediante la bula Quod sit studium del papa Pablo VI, obteniendo el territorio de las diócesis de Bereina y de Mendi.

## Estadísticas
Según el Anuario Pontificio 2024 la diócesis tenía a fines de 2023 un total de 23 400 fieles bautizados.
| Año                                                                             | Población            | Población | Población      | Sacerdotes | Sacerdotes    | Sacerdotes    | Bautizados por sacerdote | Diáconos permanentes | Religiosos | Religiosos | Parroquias |
| Año                                                                             | Bautizados católicos | Total     | % de católicos | Total      | Clero secular | Clero regular | Bautizados por sacerdote | Diáconos permanentes | Varones    | Mujeres    | Parroquias |
| ------------------------------------------------------------------------------- | -------------------- | --------- | -------------- | ---------- | ------------- | ------------- | ------------------------ | -------------------- | ---------- | ---------- | ---------- |
| 1980                                                                            | 6848                 | 73 600    | 9.3            | 10         | 5             | 5             | 684                      |                      | 10         | 13         | 14         |
| 1990                                                                            | 11 017               | 75 000    | 14.7           | 11         | 2             | 9             | 1001                     | 2                    | 22         | 16         | 10         |
| 1999                                                                            | 15 661               | 76 000    | 20.6           | 14         | 5             | 9             | 1118                     |                      | 13         | 17         | 10         |
| 2000                                                                            | 17 032               | 76 000    | 22.4           | 11         | 5             | 6             | 1548                     |                      | 10         | 17         | 10         |
| 2001                                                                            | 18 002               | 76 000    | 23.7           | 13         | 5             | 8             | 1384                     |                      | 11         | 17         | 10         |
| 2002                                                                            | 20 500               | 105 000   | 19.5           | 12         | 5             | 7             | 1708                     |                      | 12         | 19         | 10         |
| 2003                                                                            | 21 555               | 106 800   | 20.2           | 12         | 5             | 7             | 1796                     |                      | 9          | 16         | 10         |
| 2004                                                                            | 22 130               | 106 800   | 20.7           | 13         | 7             | 6             | 1702                     |                      | 9          | 15         | 11         |
| 2006                                                                            | 22 794               | 106 800   | 21.3           | 12         | 5             | 7             | 1899                     |                      | 11         | 16         | 11         |
| 2011                                                                            | 25 200               | 128 300   | 19.6           | 12         | 7             | 5             | 2100                     |                      | 12         | 14         | 10         |
| 2016                                                                            | 26 700               | 163 000   | 16.4           | 11         | 6             | 5             | 2427                     |                      | 10         | 14         | 11         |
| 2019                                                                            | 22 000               | 161 300   | 13.6           | 14         | 6             | 8             | 1571                     |                      | 14         | 19         | 11         |
| 2021                                                                            | 22 800               | 159 000   | 14.3           | 13         | 7             | 6             | 1753                     |                      | 9          | 17         | 11         |
| 2023                                                                            | 23 400               | 163 385   | 14.3           | 11         | 6             | 5             | 2127                     |                      | 7          | 14         | 11         |
| Fuente: Catholic-Hierarchy, que a su vez toma los datos del Anuario Pontificio. |                      |           |                |            |               |               |                          |                      |            |            |            |

## Episcopologio
- Virgil Patrick Copas, M.S.C. † (24 de mayo de 1976-6 de diciembre de 1988 renunció)
- Paul John Marx, M.S.C. † (6 de diciembre de 1988 por sucesión-13 de marzo de 2010 renunció)
- Patrick Tawal, M.S.C. † (13 de marzo de 2010 por sucesión-29 de abril de 2013 falleció)
  - Sede vacante (2013-2017)
- Pedro Centeno Baquero, S.D.B., desde el 20 de enero de 2017